# Michael Prus
Michael Prus (* 4. Februar 1968 in Rheine) ist ein ehemaliger deutscher Fußballspieler und aktueller -trainer.

## Werdegang
Als Verteidiger wechselte Prus 1986 als Juniorennationalspieler vom westfälischen Fußballverein VfB Rheine zum damaligen Bundesligisten FC Schalke 04. Für diesen bestritt er 120 Bundesliga- und 100 Zweitligaspiele. Gleichwohl Prus nicht immer Stammspieler war, wurde er von den Schalker Fans wegen sachlicher Spielweise wertschätzend mit dem Spitznamen „Magic Prus“ geadelt. Insgesamt war er in 239 Pflichtspielen für die Knappen im Einsatz. Seine einzigen Treffer im königsblauen Trikot erzielte er dabei in einem Spiel: Beim 7:1-Sieg über den SV Saar 05 Saarbrücken im Wiederholungsspiel der zweiten Runde des DFB-Pokalwettbewerbs am 29. November 1988 erzielte er die ersten beiden Treffer der Knappen. Mit einem Strafstoß hätte er einen Hattrick erzielen können. Obwohl die Fans im Parkstadion Prus vehement als Elfmeterschützen forderten, trat Andreas Müller an und traf zum 3:0.
Während der Spielzeit 1996/97, der Saison, in der das Team des FC Schalke den UEFA-Pokal gewann und als Eurofighter Furore machte, wechselte Prus zum damaligen Zweitligisten SV Meppen. Für die Emsländer lief er 56 Mal auf. Seine aktive Karriere ließ er beim damaligen Zweitligisten Eintracht Trier ausklingen. Insgesamt hatte er 120 Einsätze in der ersten und 182 in der zweiten Liga sowie 66 in der Regionalliga. Das einzige Punktspieltor seiner Karriere gelang ihm am 14. April 1997 für den SV Meppen gegen die Stuttgarter Kickers.
Zur Saison 2005/06 wurde er bei Eintracht Trier als Cheftrainer eingestellt. Nach zwölf Spielen wurde er am 24. Oktober 2005 entlassen, da seine Mannschaft nur auf Platz 17 lag.
Der Fußball-Lehrer Prus war zwischen 2007 und 2016 als Verbandssportlehrer des Schleswig-Holsteinischen Fußballverbandes an der Verbandssportschule Malente tätig.
Seit August 2016 ist Prus als DFB-Juniorentrainer tätig. Beginnend als Cheftrainer für die U-16-Junioren, betreut Prus seitdem jeweils einen Spielerjahrgang als Trainer bis zur U-17-Nationalmannschaft. Die Betreuung eines Spielerjahrgangs beginnt für ihn seit 2018 mit der U-15-Nationalmannschaft und dauert folglich drei Jahre. Er rotiert hierbei auf der Cheftrainerposition für die genannten Junioren-Nationalmannschaften mit Marc-Patrick Meister und Christian Wück.